# Cecidochares quinquevittata
Cecidochares quinquevittata är en tvåvingeart som beskrevs av Allen L.Norrbom 1999. Cecidochares quinquevittata ingår i släktet Cecidochares och familjen borrflugor.
Artens utbredningsområde är Ecuador. Inga underarter finns listade.